# Monte Cavalmurone
Il monte Cavalmurone (1670 m s.l.m.) è una vetta erbosa posta sulla dorsale nord del monte Antola che separa la val Borbera (provincia di Alessandria) dalla val Boreca (provincia di Piacenza).

## Geografia
Il Cavalmuorne è posto in prossimità del punto più occidentale dell'Emilia-Romagna.

## Storia
Sul monte Cavalmurone transitava la via del sale lombarda, che partendo da Pavia risaliva la valle Staffora, saliva al monte Bogleglio e percorreva tutto il crinale tra val Boreca e val Borbera; dopo il monte Antola, scendeva a Torriglia e quindi raggiungeva Genova.

## Accesso alla cima
Insieme al vicino monte Legnà (cima che staccandosi dallo spartiacque principale protende verso la val Borbera) è meta di escursioni attraverso diversi sentieri, tra i quali il più frequentato è il tracciato che, partendo dalla località di Capanne di Cosola (1493 m), permette di raggiungere le due cime percorrendo la panoramica dorsale.
Dalla cima del Cavalmurone si gode la vista sui vicini monti del gruppo del Monte Antola e molte vette dell'Appennino Ligure.